# ایزو ۱۰۳۰۳
استاندارد تعریف قطعه کار برای دستگاهای سی‌ان‌سی
در این استاندارد به جای مشخص کردن مسیر حرکت ابزار مستقیماً قطعه کار تعریف می‌شود و مفسر هر دستگاه با توجه به قابلیت‌ها و ابزارهای نصب شده روی آن به تولید مسیر حرکت و قطعه کار می‌پردازد.